# Barview
Barview és una concentració de població designada pel cens dels Estats Units a l'estat d'Oregon. Segons el cens del 2000 tenia 1.872 habitants.

## Demografia
Segons el cens del 2000, Barview tenia 1.872 habitants, 760 habitatges, i 525 famílies. La densitat de població era de 520 habitants per km².
Dels 760 habitatges en un 24,3% hi vivien nens de menys de 18 anys, en un 53,8% hi vivien parelles casades, en un 9,3% dones solteres, i en un 30,8% no eren unitats familiars. En el 23,4% dels habitatges hi vivien persones soles el 10,4% de les quals corresponia a persones de 65 anys o més que vivien soles. El nombre mitjà de persones vivint en cada habitatge era de 2,45 i el nombre mitjà de persones que vivien en cada família era de 2,82.
Per edats la població es repartia de la següent manera: un 22,4% tenia menys de 18 anys, un 6,6% entre 18 i 24, un 24,7% entre 25 i 44, un 28% de 45 a 60 i un 18,3% 65 anys o més.
L'edat mediana era de 43 anys. Per cada 100 dones de 18 o més anys hi havia 103,8 homes.
La renda mediana per habitatge era de 28.098 $ i la renda mediana per família de 30.257 $. Els homes tenien una renda mediana de 28.714 $ mentre que les dones 17.347 $. La renda per capita de la població era de 13.022 $. Aproximadament el 21,6% de les famílies i el 23,1% de la població estaven per davall del llindar de pobresa.

## Poblacions properes
El següent diagrama mostra les poblacions més properes.